# Blohm & Voss BV 40
Il Blohm & Voss BV 40 era un aliante da caccia realizzato dall'azienda tedesca Blohm & Voss GmbH negli anni quaranta e rimasto allo stadio di prototipo.
Caratterizzato dall'adozione di una cabina di pilotaggio con postazione per il pilota in posizione prona, venne realizzato in diversi esemplari e testato per tutta la fase finale della seconda guerra mondiale senza riuscire ad essere utilizzato in combattimento.

## Storia del progetto
Lo sviluppo del BV 40 nasce da un'intuizione dell'ingegner Richard Vogt, già autore di progetti dell'aspetto anticonvenzionale, per realizzare un velivolo da intercettazione che potesse avere una ridotta area frontale. Ad esempio, l'area occupata da un caccia Focke-Wulf Fw 190, a causa della presenza del motore radiale, era all'incirca pari a 1,6 m² che permetteva di essere un obiettivo per un mitragliere avversario già ad una distanza di oltre 900 m. Eliminando quindi il motore, posizionando la cabina di pilotaggio in prossimità dell'apice anteriore della fusoliera e adottando una cabina con posto di pilotaggio prono si riduceva drasticamente la sezione anteriore a vantaggio della difficoltà di ingaggio delle armi da difesa dei velivoli nemici.
La velocità in picchiata avrebbe potuto raggiungere gli 800 km/h.
Nel 1943 i continui raid di bombardieri alleati nei cieli della Germania spinsero le autorità militari a cercare soluzioni originali alla minaccia.
Una delle più inusuali fu il concetto di "aliante da caccia".
Questo aereo, bene armato, avrebbe avuto il tempo di effettuare un paio di passaggi contro i lenti bombardieri. L'efficacia del passaggio era basata sulla potenza dell'armamento: 1 o 2 cannoni da 30mm (a seconda della versione) montati sotto le ali e con 35 colpi ciascuno.
Come altri piccoli aerei tedeschi sperimentali il carrello veniva sganciato dopo il decollo e l'atterraggio avveniva su pattini (retrattili).
Il progetto provò una sua discreta efficienza ma fu comunque abbandonato alla fine del 1944.

## Utilizzatori
Germania
- Luftwaffe